# Sinagoga di Kutaisi
La sinagoga di Kutaisi (in georgiano ქუთაისი სინაგოგა?) è una sinagoga della città di Kutaisi, in Georgia. Fu costruita nel 1885.
È il secondo edificio di culto ebraico più grande del paese caucasico, dopo la grande sinagoga di Tbilisi.
Sorge in una strada che ospita altre due sinagoghe di dimensioni più piccole.